# Spetzler-Martin-Skala
Die Spetzler-Martin-Skala (nach Robert F. Spetzler (* 1944)) ist eine Klassifikation zur Beschreibung von arteriovenösen Malformationen (AVM) im Gehirn. Die Höhe der Punktzahl korreliert mit der Häufigkeit postoperativer neurologischer Komplikationen. Das Ergebnis soll insofern zur Frage einer Operationsempfehlung herangezogen werden.
Es werden Punkte nach folgenden Kriterien vergeben:
| AVM-Größe                                                                       | AVM-Lokalisation                                                       | Venöse Drainage                                                        |
| ------------------------------------------------------------------------------- | ---------------------------------------------------------------------- | ---------------------------------------------------------------------- |
| - klein (< 3 cm): 1 Punkt - mittel (3–6 cm): 2 Punkte - groß (> 6 cm): 3 Punkte | - nicht-eloquente Hirnregion: 0 Punkte - eloquente Hirnregion: 1 Punkt | - nur oberflächlich: 0 Punkte - Beteiligung innerer Hirnvenen: 1 Punkt |

Als nahezu inoperabel wurden von den Autoren AVM in folgenden Lokalisationen angesehen: 
- Sensomotorischer, Sprach- oder visueller Cortex
- Thalamus oder Hypothalamus
- Capsula interna
- Hirnstamm
- Kleinhirnstiele oder -kerne